# Благоје Талески
Благоје Талески (Прилеп, 17. јануар 1924 — Скопље, 26. март 2001), учесник Народноослободилачке борбе, друштвено-политички радник СФР Југославије и СР Македоније и јунак социјалистичког рада. Од 29. априла 1983. до 29. априла 1984. године обављао је функцију председника Председништва СР Македоније.

## Биографија
Рођен је 17. јануара 1924. године у Прилепу. Завршио је Вишу партијску школу „Ђуро Ђаковић“ у Београду. Још пре Другог светског рата приступио је радничком покрету и 1940. године постао члан Комунистичке партије Југославије. Исте је године учествовао у Илинденским демонстрацијама, због чега је био ухапшен и на неко време затворен на Ади Циганлији.
У Народноослободилачкој борби учествује од 1941. године. За време рата био је члан Месног комитета Савеза комунистичке омладине Југославије, секретар партијске ћелије, секретар Месног комитета Комунистичке партије Македоније у Прилепу, политички комесар војног штаба и секретар Обласног комитета Комунистичке партије Македоније у Битољу. Био је члан Антифашистичког собрања народног ослобођења Македоније од 2. августа 1944. до 4. септембра 1946. године.
После рата вршио је многе одговорне функције:
- политички секратар Среског и Окружног комитета КПМ у Прилепу
- инструктор Централног комитета КПМ
- начелник Кадровског одељења ЦК КПМ
- секретар Градског комитета КПМ у Скопљу
- председник Комисије за државну контролу НР Македоније од 1963. до 1966. године
- председник Обласног народног одбора у Битољу
- председник среског задружног савеза
- секретар Главног одбора Социјалистичког савеза радног народа Македоније
- председник Републичког већа Савеза синдиката Македоније од 1963. до 1966. године
- генерални директор Удруженог предузећа „Југотутун“ у Скопљу

За члана Централног комитета Комунистичке партије Македоније кооптиран је 1944. године. На Првом, Другом, Трећем и Четвртом конгресу биран за члана Централног комитета Савеза комуниста Македоније, на Петом конгресу за члана сталног дела Конференције СКМ, а на Седмом конгресу Савеза комуниста Југославије за члана Централног комитета Савеза комуниста Југославије.
Био је члан Извршног комитета ЦК СКМ од 1959. до 1965. године, као и члан Председништва ЦК СКМ од 1966. до 1968. године. Биран је за посланика у Собрању СР Македоније и Савезној скупштини СФР Југославије у више сазива. Био је председник Собрања СР Македоније од маја 1974. до маја 1982. године, члан Председништва, а затим и председник Председништва СР Македоније од 29. априла 1983. до 29. априла 1984. године.
Умро је 26. марта 2001. године у Скопљу.
Носилац је Партизанске споменице 1941. године, Ордена јунака социјалистичког рада и осталих југословенских одликовања.